# Vallay
Vallay est une île du Royaume-Uni située en Écosse, accessible à marée basse et inhabitée. Elle est liée à l'île de North Uist par une chaussée et, lors des marées basses, par une plage.
Autrefois, l'île comportait environ 60 personnes dont le plus connu des habitants fut l'archéologue Erskine Beveridge (en). L'île est aussi connu pour ses oiseaux de mer et ses monuments préhistoriques.